# Billigkeit
Billigkeit (griechisch Epikie, lat. aequitas) ist ein im deutschen Recht vorkommender unbestimmter Rechtsbegriff, unter dem eine Abweichung vom wörtlich geschriebenen Recht (ius strictum) mit dem Ziel einer gerechten oder angemessenen Anwendung allgemeiner gesetzlicher Bestimmungen im Einzelfall verstanden wird.
Der umgangssprachliche Begriff weicht inzwischen hiervon ab, so dass „billig“ zwischenzeitlich für „preiswert“ oder „günstig“ steht und im weiteren Verlauf die Nebenbedeutungen „niedrigpreisig“ sowie „minderwertig“ oder „schlecht“ bekam.

## Allgemeines
In der deutschen Rechtstradition spielt der Billigkeit eine prominente Rolle im Zivilrecht, besonders bei den synallagmatischen Verhältnissen. Billigkeit kann der Gerechtigkeit im Einzelfall Genüge tun. Da das Gesetz in den meisten Fällen Anordnungen für den Regelfall trifft, ist der Rechtsprechung vorbehalten, im konkreten Einzelfall billig zu ergänzen oder zu korrigieren. Billigkeit ist ein Ausfüllungsbegriff, der der Konkretisierung durch die Rechtsprechung bedarf. Billigkeitskontrolle ist eine einzelfallbezogene, an individuellen Besonderheiten ausgerichtete gerichtliche Kontrolle. Für das Reichsgericht (RG) galt bereits im April 1901 als billig, was der Auffassung aller billig und gerecht denkenden Menschen entspricht. Billigkeit ist ein Gesetzesbegriff, so etwa in den § 315, § 319, § 571, § 2048 BGB oder § 91a, § 495a ZPO.
Billigkeit ergänzt das geschriebene Recht, um Härten zu vermeiden oder sie zu mildern. Es handelt sich um eine Einzelfallentscheidung (hier: Billigkeitsentscheidung) bzw. Situationsrecht (vergleichbar mit Situationsethik). Billigkeit ist also die feinjustierte und deshalb zielgenauere Gerechtigkeit. Billigkeit erfordert eine „Prüfung und Abwägung der objektiven wirtschaftlichen Interessenlage (…) bei den beiden Vertragspartnern“, ist also letztlich auf die Erzielung einer Gerechtigkeit im Einzelfall ausgerichtet. Der Berechtigte darf also nicht nur seine eigenen Interessen verfolgen, sondern muss die Belange des Vertragspartners in seine Abwägung einbeziehen. Dabei verhält sich das geltende Recht und das elementare Gerechtigkeitsprinzip der Billigkeit abhängig vom historischen Kontext.
Das Gegenteil von Billigkeit ist die Unbilligkeit, ein älteres Wort ist Unbill. Sie ist ein der Gerechtigkeit widersprechendes Verhältnis zwischen Leistung und Gegenleistung und eine Zwischenstufe zwischen billigem Ermessen und Willkür.

## Geschichte
Der Grundsatz der Billigkeit – lateinisch ius aequum – steht seit alters her ergänzend neben der Strenge der Gerechtigkeit, lateinisch ius strictum. Zurück geht der Begriff wohl auf Aristoteles (dort Epikie) in dessen Nikomachischer Ethik. In dieser entfernte er sich von den Lehren des Platon, was sich auch in der Weiterentwicklung des Begriffes der Billigkeit zeigt. Aristoteles unterschied diese als Sonderrechtsform von seinem Gerechtigkeitskonzept. Insbesondere führte er beide als grundsätzlich unterschiedliche Tugenden ein, will sie aber nicht als verschiedene Haltungen verstanden wissen. Nach Aristoteles ist billig, was außer dem geschriebenen Gesetz gerecht ist. Bereits 1837 galt: „Wer nicht zum Nachteile Anderer seinen Vorteil sucht und wer überhaupt nichts will, wodurch andere in ihren Rechten verletzt oder auf andere Weise eingeschränkt werden könnten, handelt billig oder gerecht“.
Die lateinischen Ausdrücke dafür, Bonum et aequum bzw. bono et aequo (englisch good and equitable), deutsch Gutes und Gleiches (Angemessenes), stammt aus dem römischen Zivilrecht. Das Begriffspaar ist Teil der zivilrechtlichen Naturrechtslehre.

## Billiges Ermessen
Bei den meisten Kaufverträgen wird die gegenseitige Leistung (Preis und Ware) vertraglich genau festgelegt, so dass hier für Billigkeitsfragen kein Raum ist. Bei einigen Dauerschuldverhältnissen (Arbeitsverträge, Strom- und Gaslieferverträge, Bankkredite oder Geldanlagen mit variablem Zins) hingegen kann sich während der Vertragsdauer marktbedingt der Preis ändern, so dass der preisbestimmende Anbieter sich einseitig das Recht der jederzeitigen Preisänderung vorbehält (Preisanpassungen, Preisgleitklauseln). Nach dem Leistungsbestimmungsrecht des § 315 Abs. 1 BGB muss dann der Preis von einer Vertragspartei nach billigem Ermessen festgelegt werden, wenn keine Einigung über den Rahmen, in dem sich die Leistungsbestimmung zu halten hat, erzielt wurde. Rechtsverbindlich wird diese Festlegung nur dann, wenn sie den Billigkeitsanforderungen genügt (§ 315 Abs. 3 BGB), sonst wird das ausgeübte Ermessen des Anbieters durch Gerichte überprüft. „Billiges Ermessen“ bedeutet, dass der Vertragspartner bei seiner Preisfestlegung seinen Ermessensspielraum nur im Rahmen eines ausgewogenen Verhältnisses zwischen Leistung und Gegenleistung ausüben darf. Die Ausübung des Ermessens hat Vorrang vor der Billigkeit, also einer angemessenen und gerechten Preisfindung. Es handelt sich um einen Gestaltungsspielraum in den Grenzen der angemessenen und gerechten Preisfindung. Das Ziel dieser Prüfung sei nicht die Ermittlung eines gerechten Preises von Amts wegen, sondern vielmehr die Feststellung, inwieweit die getroffene Bestimmung sich noch in den Grenzen der Billigkeit halte. „Billiges Ermessen“ gestattet sprachlich eine weite Auslegung (unter besonderer Betonung des Ermessens) und auch Ansätze für eine restriktive Interpretation (im Hinblick auf das Erfordernis des „billigen Ermessens“).

### Strompreise
Dem BGH zufolge ist die Regelung des § 315 BGB nicht auf Stromlieferungsverträge anzuwenden, weil dem Energieversorger kein Bestimmungsrecht zusteht. Schließt demnach der Tarifkunde mit dem Energieversorger einen Stromlieferungsvertrag, kommt dieser zu dem jeweils gültigen und gemäß § 10 Abs. 1 Satz 1 EnWG veröffentlichten Tarif zustande. Aus diesem Grund scheide dem BGH zufolge die unmittelbare Anwendung eines „billigen Ermessens“ aus. Nach der Rechtsprechung des BGH ist die Vorschrift des § 315 BGB jedoch entsprechend anzuwenden, wenn der Energieversorger eine Monopolstellung innehat oder der Kunde einem Anschluss- und Benutzungszwang unterliegt. Kann der Tarifkunde wegen einer Monopolstellung seines Energieversorgers oder wegen eines Anschluss- oder Benutzungszwangs den Stromversorger nicht wechseln, unterliegen Strompreisveränderungen der gerichtlichen Überprüfung.

### Gaspreise
Demgegenüber scheidet eine entsprechende Anwendung aus, wenn der Gaskunde die Möglichkeit hat, zu einem anderen Anbieter zu wechseln. Allgemeine Gastarife unterliegen nicht einer umfassenden Billigkeitskontrolle, weil die Anwendung des § 315 BGB der Entscheidung des Gesetzgebers widerlaufen würde, von einer staatlichen Regulierung der allgemeinen Gaspreise abzusehen. Bei einseitigen Tariferhöhungen ist das anders, denn diese dürfen durch den Versorger nur nach – gerichtlich überprüfbaren – billigem Ermessen vorgenommen werden. Es entspricht grundsätzlich der Billigkeit, wenn gestiegene Bezugskosten des Gasversorgers an die Tarifkunden weitergegeben werden. Unbilligkeit kann vorliegen, wenn und soweit der Anstieg der Bezugskosten durch rückläufige Kosten in anderen Bereichen ausgeglichen wird.

### Bankwesen
Werden bei Darlehen oder Geldanlagen variable Zinsen berechnet, dürfen Kreditinstitute das „billige Ermessen“ nach § 315 BGB anwenden; der Bundesgerichtshof verlangt jedoch, dass Zinsanpassungsklauseln im Kreditgeschäft der Angabe der notwendigen Berechnungsparameter bedürfen. Dabei sind als Referenzzinssätze der EURIBOR oder der LIBOR geeignet.
Wenn sich eine Bank in einem formularmäßigen Kreditvertrag einseitig eine Änderung des Sollzinses vorbehält, so ist eine derartige Klausel grundsätzlich dahingehend auszulegen, dass sie lediglich eine Anpassung (Erhöhung oder Senkung) des Vertragszinses an kapitalmarktbedingte Änderungen der Refinanzierungskonditionen der Bank gemäß § 315 BGB ermöglicht (vgl. Sollzins#Refinanzierungsbedingte Zinsänderungsklauseln). Eine solche Klausel hält der gerichtlichen Inhaltskontrolle stand.
Die Aufrechterhaltung eines Zinssatzes trotz deutlich gesunkenen Zinsniveaus stellt ebenfalls eine Leistungsbestimmung nach § 315 Abs. 2 BGB (durch Unterlassen) dar. Eine Zinserhöhung kann unbillig sein, wenn eine Bank frühere Senkungen des Zinsniveaus nicht weitergegeben hat.
Bei Geldanlagen mit variabler Verzinsung ist der marktübliche Zins zugrunde zu legen; bei variabler Zinsvereinbarung muss dann der relative Abstand zwischen dem anfänglichen Vertragszins und dem Referenzzins während der gesamten Laufzeit eines Sparplans gewahrt bleiben.

## Sonstige Anwendungsgebiete
Ausformungen von Billigkeit sind zudem Verbraucherschutzregelungen wie die Allgemeinen Geschäftsbedingungen (AGB) nach §§ 305 ff. BGB. In ihnen wird nämlich durch Wertung im Einzelfall bestimmt, dass Regelungen, die für den schwächeren Vertragspartner (Verbraucher) so ungewöhnlich sind, dass er mit ihnen nicht rechnen musste, ungültig sind. Wurde der Partner sonst unangemessen benachteiligt oder wurde in anderer Weise gegen Treu und Glauben verstoßen, kann ebenfalls eine AGB-Klausel vom Richter für ungültig erklärt werden. Im Schadensrecht gilt, dass der zu leistende Schadensersatz aus Billigkeitsgesichtspunkten unter dem nach §§ 249 ff. BGB erforderlichen Schadensersatz bleiben kann. Im Bereicherungsrecht und im Deliktsrecht (z. B. § 829 BGB) finden sich weitere konkrete Normen, die Billigkeit kodifizieren. Auf dem Sektor des öffentlichen Rechts wären die § 51 bzw. § 75 der Betriebsverfassungsgesetze von 1952 und 1972 zu nennen. Im Steuerrecht sind die abweichende Steuerfestsetzung aus Billigkeitsgründen (§ 163 AO) und der Billigkeitserlass (§ 227 AO) Beispiele für die konkrete Ausformung von Billigkeit. Im Arbeitsrecht unterliegt das Weisungsrecht des Arbeitgebers ebenfalls den Billigkeitsanforderungen.

## Billigkeit als Auslegungsgrundsatz
Überhaupt ist allgemein bei der Auslegung von Gesetzen der diesen zugrunde liegende Billigkeitsgedanke zu ermitteln und – auch über den Gesetzeswortlaut hinaus – zu beachten. Schließlich dient der Grundsatz, dass Recht „billig“ zu sein habe, der Rechtsfortbildung. So wurden nicht zuletzt wegen dieses allgemeinen Ansatzes die Verhältnismäßigkeit als wichtiges Prinzip sowie der Genugtuungsanspruch geschaffen.

## Sprachliches
Billigkeit kommt vom altdeutschen „biliden“ oder „bilethen“ für gleichmachen. Der Duden versteht hierunter im Bereich der Rechtssprache „Gerechtigkeit, Richtigkeit, Rechtmäßigkeit“. „Billig“ ist ein typisches Adjektiv, bei dem die Alltagssprache inhaltlich von der Juristensprache abweicht. Der Normalbürger verstand hierunter zunächst „preiswert“ oder „günstig“ und heute (nach 1935) minderwertig oder schlecht, nicht aber „gerecht“. Billig hat erst im 18. Jahrhundert die Bedeutung von „preiswert“ angenommen. Das Sprichwort „Was dem Einen recht ist, ist dem Anderen billig“ bedeutet sinngemäß, dass etwas beiden genehm ist oder beide einverstanden sind. Im Ausdruck „etwas billigen“ ist diese Bedeutung auch noch sichtbar.